# Begonia longipedunculata
Espèce
Synonymes
- Begonia longipetiolata Baker f.[1]

Begonia longipedunculata est une espèce de plantes de la famille des Begoniaceae.
L'espèce fait partie de la section Jackia.
Elle a été décrite en 1984 par Jack Golding et C. Karegeannes.
En 2018, l'espèce a été assignée à une nouvelle section Jackia, au lieu de la section Platycentrum.

## Répartition géographique
Cette espèce est originaire du pays suivant : Indonésie.